# أيريك هيستاد
أيريك هيستاد (بالبوكمول: Eirik Hestad) هو لاعب كرة قدم نرويجي في مركز الوسط، ولد في 26 يونيو 1995 في مولده في النرويج. شارك مع منتخب النرويج تحت 17 سنة لكرة القدم ومنتخب النرويج تحت 18 سنة لكرة القدم ومنتخب النرويج تحت 19 سنة لكرة القدم. أما مع النوادي، فقد لعب مع نادي مولده.

## وصلات خارجية
- أيريك هيستاد على موقع الاتحاد الأوربي (الإنجليزية)
- أيريك هيستاد على موقع اتحاد النرويج (النرويجية)
- أيريك هيستاد على موقع قاعدة بيانات كرة القدم.إي يو (الإنجليزية)
- أيريك هيستاد على موقع Soccerbase.com (لاعب) (الإنجليزية)
- أيريك هيستاد على موقع Soccerway.com (الإنجليزية)
- أيريك هيستاد على موقع AS.com (الإسبانية)